# Spitzmarke
Als Spitzmarke wird vor allem im Journalismus eine einleitende Information zu Beginn einer Nachricht oder einer Pressemitteilung bezeichnet.

## Journalismus
In der Regel gibt die Spitzmarke den Ort an, von dem die Meldung stammt: (z B. Berlin. Bundeskanzlerin Angela Merkel hat sich deutlich für eine Koalition mit der FDP nach der Bundestagswahl im September ausgesprochen.) Man spricht deshalb in diesem Fall auch von einer Ortsmarke. Traditionell wird der Ort angegeben, an dem sich der Reporter aufhielt. Zunehmend wird in Medien an dieser Stelle aber auch der Ort genannt, an dem sich das Geschehen ereignete, ohne dass der Reporter selbst dabei war. Das kann besonders in der Kriegsberichterstattung eine heikle Frage sein. Die US-Finanznachrichtenagentur Bloomberg, die deshalb während des Irak-Kriegs in die Kritik geriet, schaffte daraufhin die Ortsmarken ab und kündigte an, die Ortsangabe im Meldungstext sowie unter der Meldung deutlich zu machen.
Bestandteile der Spitzmarke können auch das Namenskürzel des Autors oder der Name der Nachrichtenagentur sein, von der die Meldung stammt.
Auch das Datum, an dem die Meldung verfasst oder veröffentlicht wurde, kann Teil der Spitzmarke sein: z. B. Frankfurt, 28. JulI (Reuters) – Florierende Geschäfte am Kapitalmarkt bringen der Deutschen Bank nach zwei Jahren Finanzkrise wieder Milliardengewinne. Sinnvoll kann die Datumsangabe besonders bei Veröffentlichungen im World Wide Web sein, wo einzelne Meldungen über einen längeren Zeitraum abrufbar sind.
Spitzmarken werden vor allem in Zeitungen, von Nachrichtenagenturen und im Hörfunk verwendet. In Hörfunknachrichten macht die Spitzmarke auch den Anfang eines neuen Themas deutlich und unterstützt damit die Gliederung der Nachrichtensendung.

## Wissenschaftliche Literatur
Auch in der wissenschaftlichen Literatur, vor allem in Fachbüchern, werden Spitzmarken häufig verwendet. Wissenschaftliche Verlage empfehlen ihren Autoren teilweise, diese als ergänzendes Mittel zur Gliederung längerer Abschnitte zu verwenden, weil es das Auffinden der gesuchten Information erleichtert. 
Diese Spitzmarken bestehen aus einem Schlagwort, einer kurzen Phrase oder einer Frage am Beginn von Absätzen, welche den hiermit begonnenen und i. d. R. auch die folgenden Absätze bis zur nächsten Spitzmarke oder bis zur nächsten Überschrift charakterisieren. Diese Spitzmarken enden mit einem Punkt, soweit nicht ein Fragezeichen o. ä. erforderlich ist. Sie werden in der gleichen Schriftart und Schriftgröße wie der Text gesetzt, jedoch fett und in moderneren Werken zugleich kursiv (z. B. Drucksatzanweisung Springer Verlag, Berlin und Heidelberg).

## Andere Bedeutungen
Ferner kann der Begriff alle typografisch herausgehobenen Wörter, Sätze oder Satzteile im Innern eines Textes oder in der Dachzeile meinen. Zuweilen wird der Begriff Spitzmarke beim Zeitungssatz auch synonym zu Dachzeile verwendet: ein kurzes Stichwort noch vor dem eigentlichen Titel, das die Meldung grob thematisch einsortiert. Teils werden auch die Überschriften von Bildtexten so bezeichnet.